# Stortjärnen (Bodsjö socken, Jämtland, 695258-147602)
Stortjärnen är en sjö i Bräcke kommun i Jämtland och ingår i Ljungans huvudavrinningsområde. Sjön har en area på 0,111 kvadratkilometer och ligger 405,1 meter över havet.

## Delavrinningsområde
Stortjärnen ingår i det delavrinningsområde (695360-147475) som SMHI kallar för Inloppet i Öster-Märlingen. Medelhöjden är 395 meter över havet och ytan är 5,63 kvadratkilometer. Räknas de 3 avrinningsområdena uppströms in blir den ackumulerade arean 40,08 kvadratkilometer. Märlan (Tvärån) som avvattnar avrinningsområdet har biflödesordning 3, vilket innebär att vattnet flödar genom totalt 3 vattendrag innan det når havet efter 208 kilometer. Avrinningsområdet består mestadels av skog (74 procent). Avrinningsområdet har 0,19 kvadratkilometer vattenytor vilket ger det en sjöprocent på 3,3 procent.